# Elise Andrew
Elise Andrew (ur. 1989) – brytyjska blogerka i popularyzatorka nauki. Pomysłodawczyni i administratorka „I fucking love science” (IFLS), popularnonaukowej strony na Facebooku.

## Życiorys

### Dzieciństwo i edukacja
Andrew wychowała się w Long Melford w hrabstwie Suffolk. W 2012 ukończyła University of Sheffield, uzyskując stopień licencjacki (ang. bachelor degree) w dziedzinie biologii. Do przedmiotów wymaganych do uzyskania stopnia należały m.in. ekologia, zootechnika i ewolucja.

### Kariera
Praca, jaką Elise Andrew włożyła w rozwój strony IFLS oraz trzech innych (Earth Story, Evolution i The Universe), skłoniła LabX Media Group do zatrudnienia jej na stanowisku content managera mediów społecznościowych. Według informacji zamieszczonej na stronie IFLS Andrew była zatrudniona na tym stanowisku przynajmniej do marca 2014.
We wrześniu 2012 kilka z artykułów Andrew opublikowano w „The Scientist”; jest to magazyn poświęcony profesjonalistom, z artykułami dotyczącymi nauk przyrodniczych.
Jej praca w mediach społecznościowych dotycząca nauki popularnej została wspomniana w CBS This Morning, „Cosmopolitan”, „The Huffington Post”, „Geeked”, „Maclean’s”, Mashable, „National Geographic”, „New York Daily News”, „ScienceWorld”, Scope i „Süddeutsche Zeitung”.

### I fucking love science
Andrew założyła na Facebooku stronę I fucking love science w marcu 2012. Swój pomysł skomentowała następująco: „Zawsze znajdowałam dziwne fakty i fajne obrazki, pewnego dnia zdecydowałam się utworzyć jakieś miejsce, żeby je tam zamieszczać – nigdy celem nie było postowanie dla więcej niż kilku tuzinów przyjaciół”. Po pierwszym dniu strona uzyskała ponad 1000 polubień; ich liczba przekroczyła milion we wrześniu 2012. Do stycznia 2015 liczba polubień wzrosła do 19,5 miliona. W marcu 2013, w wywiadzie dla „Maclean’s”, Andrew powiedziała, że strona nie tylko przyciąga wielu „lajkujących”, ale i zamieszczane na IFLS posty wywołują wiele dyskusji między użytkownikami, co często pozwala stronie znaleźć się na górnych pozycjach statystyk dotyczących wskaźnika aktywności serwisu Facebook. Andrew utrzymuje stronę sama.
W marcu 2013 Andrew zamieściła link do jej nowego profilu IFLS na Twitterze, gdzie jako awatar użyła swojego zdjęcia. Wielu użytkowników było zaskoczonych płcią administratorki strony, pojawiły się komentarze zarówno seksistowskie, jak i wyrażające wsparcie. Informatyk Diana Franklin zauważyła, że nawet niektóre pozornie pozytywne komentarze miały charakter seksistowski ze względu na czytelników zamieszczających nacechowane seksualnie komentarze o Andrew. Dziennikarze, jak np. Kevin Morris z „Daily Dot”, okazali wsparcie; Morris określił Andrew mianem Neil deGrasse Tyson Facebooka. Według Andrew komentarze dotyczące zaskoczenia jej płcią wprawiły ją w zakłopotanie, jako że już wcześniej przedstawiała swoją tożsamość na zdjęciach i wywiadach w sekcji About (O stronie).
W sierpniu 2013 Andrew współpracowała z Discovery Communications w celu utworzenia serii wideo opartych na treści z IFLS. Pierwszy epizod pojawił się na TestTube DiscoveryCommunications. Udostępniono nagrania również na profilu IFLS w YouTube.
Andrew była zapraszana na spotkania na całym świecie, w tym na serię spotkań poświęconą IFLS w Australii w sierpniu 2013, do MIT Museum we wrześniu, do Chile w październiku i na World Congress of Science and Factual Producers w Montrealu w grudniu 2013. Andrew jest wpisana przez Scientista Foundation jako osoba referująca na konferencji naukowej z 5 kwiernia 2014 w Massachusetts Institute of Technology.
Komik Craig Ferguson ogłosił na festiwalu SXSW w 2014 w Austin (Teksas), że zamierza pracować z Science Channel i Andrew nad programem telewizyjnym dotyczącym IFLS. Ferguson miał być producentem wykonawczym, zaś program miał pojawić się w telewizji pod koniec 2014, nazywać się identycznie jak strona, trwać godzinę i zawierać animacje oraz nagrania.
W 2015 magazyn „Forbes” umieścił Andrew na liście 30 to watch under 30 w kategorii „Media”. W czerwcu 2015 Andrew została odznaczona Stamford Raffles Award, przyznawaną przez Zoological Society of London.

### Oskarżenia o plagiat
Andrew spotkała się z krytyką ze strony społeczności internetowej w związku z plagiatami i przypadkami kradzieży własności intelektualnej.
23 kwietnia 2013 bloger piszący dla „Scientific American”, Alex Wild, zauważył swoją fotografię owada użytą przez Andrew bez zgody czy podania autora. Odkrył, że 59 ze 100 ostatnio użytych przez Andrew fotografii nie miało odniesienia do źródła. Wild oskarżył Andrew o plagiatowanie zdjęć i ilustracji na jej stronę bez pytania o zgodę właściciela praw autorskich.
Po wystosowaniu skargi do Facebooka związanej z bezprawnym użyciem jego infografiki na IFLS jemeński naukowiec Haszim al-Ghajli miał otrzymać informację zwrotną, według której w 2013 wpłynęło do obsługi Facebooka 6 tys. skarg związanych z naruszeniem praw autorskich przez Andrew.

## Życie prywatne
Mieszka i pracuje w Midland w Ontario. 13 września 2013 poślubiła narzeczonego, Jake’a Rivetta; stwierdziła, że odczeka wiele czasu, zanim zdecyduje się na dziecko.